# Aeletes ctenomyphilus
Aeletes ctenomyphilus är en skalbaggsart som först beskrevs av Heinrich Bickhardt 1920.  Aeletes ctenomyphilus ingår i släktet Aeletes och familjen stumpbaggar. Inga underarter finns listade i Catalogue of Life.